# Alternate Frame Rendering (Technik)

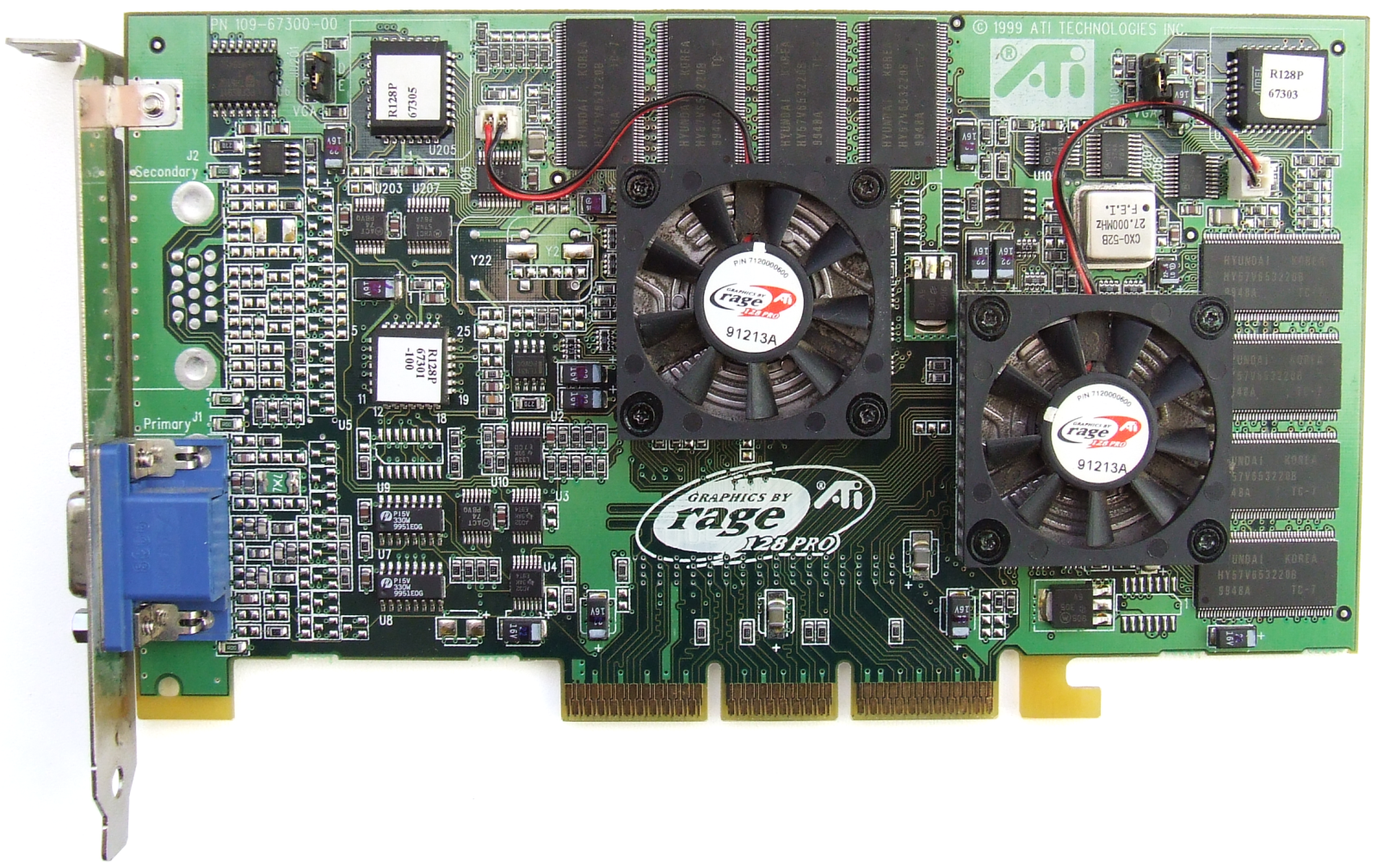
ATI Rage Fury MAXX

Alternate Frame Rendering (AFR) ist eine Multi-GPU-Technik von ATI Technologies zur Lastverteilung der Rechenarbeit auf mehrere Grafikchips. Das Verfahren wurde von ATI Technologies für die Rage Fury Maxx benutzt, die mit zwei Rage-128-Pro-Grafikchips bestückt wurde. 
Bei AFR werden die aufeinanderfolgenden Einzelbilder jeweils abwechselnd von den Grafikchips berechnet, dabei wird aber keine Rücksicht auf etwaige unterschiedliche Komplexität der verschiedenen Frames genommen. AFR ist somit die einfachste zu implementierende Multi-GPU-Technik und Namensgeber für den Alternate-Frame-Rendering-Modus, den alle Multi-GPU-Verfahren bei Bedarf benutzen können.